# ロイヤル・カレッジ・コロンボ
ロイヤル・カレッジ・コロンボ（英: The Royal College Colombo 通称ロイヤル）は、1835年開学のスリランカにおける国立の教育機関である。初等教育と中等教育を担う。

## 歴史
英国統治下においてジョセフ・マーシュ提督によってセント・ポール教会付属の私立学校、ヒル・ストリート・アカデミー (Hill Street Academy) として上流階級の子弟の教育の為に1835年、設立された。
1836年、ロバート・ジョン・ウィルモット-ホートン (Robert John Wilmot-Horton) によってコロンボ学校としてイートン校を範として改組された。
その後セイロンが独立してスリランカ共和国となる。ロイヤルは同国を代表する学校となり、現在に至る。

## ロイヤル-トミアン
1838年から続くセント・トーマス・カレッジ マウント・ラビニア校（生徒数2500人、男子校）との伝統的なクリケット試合である。クリケットの試合としては世界で2番目に長い歴史を誇る。

## 主な人物

### 出身人物
- アヌラ・バンダラナイケ：政治家。元スリランカ外相。
- ジュニウス・リチャード・ジャヤワルダナ：政治家。第2代スリランカ大統領。
- ジョン・コタラーワラ：政治家。第3代セイロン首相。
- ディネーシュ・グナワルダナ：政治家。現スリランカ外相[1]。
- マンガラ・サマラウィーラ：政治家。元スリランカ外相、財務相。
- ラニル・ウィクラマシンハ：政治家。第9代スリランカ大統領。元スリランカ首相。